# Pierre Larsen
Pierre Larsen (ur. 22 stycznia 1959 w Kopenhadze) – duński piłkarz występujący na pozycji pomocnika.

## Kariera klubowa
Larsen karierę rozpoczynał w sezonie 1981 w pierwszoligowym zespole B 1903. W sezonie 1982 zajął z nim 3. miejsce w lidze. W 1984 roku odszedł do innego pierwszoligowca, Hvidovre IF, ale w 1986 roku wrócił do B 1903. W sezonie 1986 zdobył z nim Puchar Danii.
W 1986 roku Larsen przeszedł do szwajcarskiego Grasshopper Club. W sezonie 1986/1987 wywalczył z nim wicemistrzostwo Szwajcarii, a w sezonie 1987/1988 zdobył Puchar Szwajcarii. Potem wrócił do B 1903. W sezonach 1990 oraz 1991/1992 wywalczył z nim wicemistrzostwo Danii. Następnie w wyniku fuzji B 1903 z KB, od sezonu 1992/1993 występował w FC København. W sezonie 1992/1993 zdobył z nim mistrzostwo Danii, po czym zakończył karierę.

## Kariera reprezentacyjna
W reprezentacji Danii Larsen zadebiutował 27 stycznia 1985 w przegranym 0:1 towarzyskim meczu z Hondurasem. W latach 1985–1988 w drużynie narodowej rozegrał 4 spotkania.